# Jiří Malec
Jiří Malec (Vlastiboř, Checoslovaquia, 24 de noviembre de 1962) es un deportista checoslovaco que compitió en salto en esquí. Participó en los Juegos Olímpicos de Calgary 1988, obteniendo una medalla de bronce en la prueba de trampolín normal individual.

## Palmarés internacional
| Juegos Olímpicos | Juegos Olímpicos | Juegos Olímpicos  | Juegos Olímpicos |
| Año              | Lugar            | Medalla           | Prueba           |
| ---------------- | ---------------- | ----------------- | ---------------- |
| 1988             | Calgary (Canadá) | Medalla de bronce | TN individual    |